# One Day at a Time (serial telewizyjny 2017)
One Day at a Time – amerykański serial telewizyjny (sitcom) wyprodukowany przez Act III Productions, Snowpants Productions, Big Girl Pants Productions, Small Fish Studios oraz Sony Pictures Television, który jest adaptacją serialu o tym samym tytule stworzonego przez Whitney Blake oraz Allana Maningsa.
Wszystkie 13 odcinków pierwszej serii adaptacji serialu zostało udostępnionych 6 stycznia 2017 roku na stronie internetowej platformy Netflix, a 4 marca 2017 roku platforma Netflix zamówiła 2. sezon. 14 marca 2019 roku, platforma Netflix ogłosiła anulowanie serialu po trzech sezonach. 27 czerwca 2019 roku Pop zamówił 4. sezon, 13 odcinków.

## Fabuła
Serial skupia się na Penelopie Alvarez, rozwódce, która wróciła z wojska. Teraz sama musi radzić z wychowaniem nastoletnich dzieci, z pomocą przychodzą jej matka i przyjaciele.

## Obsada

### Główna
- Justina Machado jako Penelope Alvarez[5]
- Rita Moreno jako Lydia Riera[5]
- Isabella Gomez jako Elena Alvarez[6]
- Marcel Ruiz jako Alex Alvarez
- Todd Grinnell jako Dwayne Schneider[7]
- Stephen Tobolowsky jako dr Leslie Berkowitz[8]

### Role drugoplanowe
- Eric Nenninger jako Scott[9]
- Fiona Gubelmann jako Lori[9]
- Ariela Barer jako Carmen
- Froy Gutierrez jako Josh Flores
- Haneefah Wood jako Jill Riley

### Gościnne występy
- Mackenzie Phillips jako Pam Valentine
- Judy Reyes jako Ramona
- Cedric Yarbrough jako Jerry
- Tony Plana jako Berto
- James Martinez jako Victor Alvarez
- Jay Hayden jako Ben

## Odcinki
| Sezon | Sezon | Odcinki | Oryginalna emisja Netflix | Oryginalna emisja Netflix | Oryginalna emisja | Oryginalna emisja |
| Sezon | Sezon | Odcinki | Premiera sezonu           | Finał sezonu              | Premiera sezonu   | Finał sezonu      |
| ----- | ----- | ------- | ------------------------- | ------------------------- | ----------------- | ----------------- |
|       | 1     | 13      | 6 stycznia 2017           | 6 stycznia 2017           | 7 stycznia 2017   | 7 stycznia 2017   |
|       | 2     | 13      | 26 stycznia 2018          | 26 stycznia 2018          | 27 stycznia 2018  | 27 stycznia 2018  |
|       | 3     | 13      | 8 lutego 2019             | 8 lutego 2019             | 9 lutego 2019     | 9 lutego 2019     |
| Sezon | Sezon | Odcinki | Oryginalna emisja Pop     | Oryginalna emisja Pop     | Oryginalna emisja | Oryginalna emisja |
| Sezon | Sezon | Odcinki | Premiera sezonu           | Finał sezonu              | Premiera sezonu   | Finał sezonu      |
|       | 4     | 13      | 24 marca 2020             | 16 czerwca 2020           | —                 | —                 |

### Sezon 1 (2017)
| Nr | #  | Tytuł                     | Reżyseria          | Scenariusz                                                 | Premiera Netflix | Premiera Netflix Polska |
| -- | -- | ------------------------- | ------------------ | ---------------------------------------------------------- | ---------------- | ----------------------- |
| 1  | 1  | This Is It                | Pamela Fryman      | Gloria Calderon Kellett, Mike Royce                        | 6 stycznia 2017  | 7 stycznia 2017         |
| 2  | 2  | Bobos and Mamitas         | Pamela Fryman      | Becky Mann, Audra Sielaff                                  | 6 stycznia 2017  | 7 stycznia 2017         |
| 3  | 3  | No Mass                   | Phill Lewis        | Sebastian Jones                                            | 6 stycznia 2017  | 7 stycznia 2017         |
| 4  | 4  | A Snowman's Tale          | Phill Lewis        | Gloria Calderon Kellett, Mike Royce                        | 6 stycznia 2017  | 7 stycznia 2017         |
| 5  | 5  | Strays                    | Phill Lewis        | Peter Murrieta                                             | 6 stycznia 2017  | 7 stycznia 2017         |
| 6  | 6  | The Death of Mrs. Resnick | Victor Gonzalez    | Andy Roth                                                  | 6 stycznia 2017  | 7 stycznia 2017         |
| 7  | 7  | Hold, Please              | Victor Gonzalez    | Dan Hernandez, Benji Samit                                 | 6 stycznia 2017  | 7 stycznia 2017         |
| 8  | 8  | One Lie at a Time         | Phill Lewis        | Debby Wolfe                                                | 6 stycznia 2017  | 7 stycznia 2017         |
| 9  | 9  | Viva Cuba                 | Jody Margolin Hahn | Michelle Badillo, Caroline Levich, Gloria Calderon Kellett | 6 stycznia 2017  | 7 stycznia 2017         |
| 10 | 10 | Sex Talk                  | Michael Lembeck    | Becky Mann, Audra Sielaff                                  | 6 stycznia 2017  | 7 stycznia 2017         |
| 11 | 11 | Pride & Prejudice         | Linda Mendoza      | Sebastian Jones, Andy Roth                                 | 6 stycznia 2017  | 7 stycznia 2017         |
| 12 | 12 | Hurricane Victor          | Pamela Fryman      | Dan Hernandez, Benji Samit, Peter Murrieta                 | 6 stycznia 2017  | 7 stycznia 2017         |
| 13 | 13 | Quinces                   | Pamela Fryman      | Gloria Calderon Kellett, Mike Royce                        | 6 stycznia 2017  | 7 stycznia 2017         |

### Sezon 2 (2018)
| Nr | #  | Tytuł                | Reżyseria               | Scenariusz                                     | Premiera Netflix | Premiera Netflix Polska |
| -- | -- | -------------------- | ----------------------- | ---------------------------------------------- | ---------------- | ----------------------- |
| 14 | 1  | The Turn             | Pamela Fryman           | Gloria Calderón Kellett, Mike Royce            | 26 stycznia 2018 | 27 stycznia 2018        |
| 15 | 2  | Schooled             | Pamela Fryman           | Becky Mann, Audra Sielaff                      | 26 stycznia 2018 | 27 stycznia 2018        |
| 16 | 3  | To Zir, With Love    | Phill Lewis             | Sebastian Jones                                | 26 stycznia 2018 | 27 stycznia 2018        |
| 17 | 4  | Roots                | Phill Lewis             | Dan Signer                                     | 26 stycznia 2018 | 27 stycznia 2018        |
| 18 | 5  | Locked Down          | Phill Lewis             | Dan Hernandez, Benji Samit                     | 26 stycznia 2018 | 27 stycznia 2018        |
| 19 | 6  | Work Hard, Play Hard | Pamela Fryman           | Andy Roth                                      | 26 stycznia 2018 | 27 stycznia 2018        |
| 20 | 7  | Exclusive            | Pamela Fryman           | Debby Wolfe                                    | 26 stycznia 2018 | 27 stycznia 2018        |
| 21 | 8  | What Happened        | Phill Lewis             | Sebastian Jones, Andy Roth                     | 26 stycznia 2018 | 27 stycznia 2018        |
| 22 | 9  | Hello, Penelope      | Phill Lewis             | Michelle Badillo, Caroline Levich              | 26 stycznia 2018 | 27 stycznia 2018        |
| 23 | 10 | Storage Wars         | Kimberly McCullough     | Becky Mann, Audra Sielaff                      | 26 stycznia 2018 | 27 stycznia 2018        |
| 24 | 11 | Homecoming           | Pamela Fryman           | Michelle Badillo, Caroline Levich, Debby Wolfe | 26 stycznia 2018 | 27 stycznia 2018        |
| 25 | 12 | Citizen Lydia        | Gloria Calderón Kellett | Dan Hernandez, Benji Samit, Dan Signer         | 26 stycznia 2018 | 27 stycznia 2018        |
| 26 | 13 | Not Yet              | Pamela Fryman           | Gloria Calderón Kellett, Mike Royce            | 26 stycznia 2018 | 27 stycznia 2018        |

### Sezon 3 (2019)
| Nr | #  | Tytuł                         | Reżyseria               | Scenariusz                          | Premiera Netflix | Premiera Netflix Polska |
| -- | -- | ----------------------------- | ----------------------- | ----------------------------------- | ---------------- | ----------------------- |
| 27 | 1  | The Funeral                   | Phill Lewis             | Debby Wolfe                         | 8 lutego 2019    | 9 lutego 2019           |
| 28 | 2  | Outside                       | Pamela Fryman           | Gloria Calderón Kellett, Mike Royce | 8 lutego 2019    | 9 lutego 2019           |
| 29 | 3  | Benefit with Friends          | Angela Gomes            | Sebastian Jones                     | 8 lutego 2019    | 9 lutego 2019           |
| 30 | 4  | Hermanos                      | Phill Lewis             | Becky Mann, Audra Sielaff           | 8 lutego 2019    | 9 lutego 2019           |
| 31 | 5  | Nip It in the Bud             | Phill Lewis             | Dan Signer                          | 8 lutego 2019    | 9 lutego 2019           |
| 32 | 6  | One Valentine's Day at a Time | Phill Lewis             | Dan Hernandez, Benji Samit          | 8 lutego 2019    | 9 lutego 2019           |
| 33 | 7  | The First Time                | Phill Lewis             | Michelle Badillo, Caroline Levich   | 8 lutego 2019    | 9 lutego 2019           |
| 34 | 8  | She Drives Me Crazy           | Todd Grinnell           | Andy Roth                           | 8 lutego 2019    | 9 lutego 2019           |
| 35 | 9  | Anxiety                       | Kimberly McCullough     | Janine Brito                        | 8 lutego 2019    | 9 lutego 2019           |
| 36 | 10 | The Man                       | Kimberly McCullough     | Becky Mann, Audra Sielaff           | 8 lutego 2019    | 9 lutego 2019           |
| 37 | 11 | A Penny and a Nicole          | Phill Lewis             | Sebastian Jones, Debby Wolfe        | 8 lutego 2019    | 9 lutego 2019           |
| 38 | 12 | Drinking and Driving          | Gloria Calderón Kellett | Dan Signer, Andy Roth               | 8 lutego 2019    | 9 lutego 2019           |
| 39 | 13 | Ghosts                        | Gloria Calderón Kellett | Gloria Calderón Kellett, Mike Royce | 8 lutego 2019    | 9 lutego 2019           |

## Produkcja
12 stycznia 2016 roku platforma Netflix zamówiła pierwszy sezon serialu. W lutym 2016 roku ogłoszono, że główne role w serialu zagrają Justina Machado i Rita Moreno.
Kolejnymi aktorami, którzy dołączyli do serialu są: Stephen Tobolowsky, Todd Grinnell, Eric Nenninger, Fiona Gubelmann oraz Isabella Gomez.
27 marca 2018 roku, platforma przedłużyła serial o trzeci sezon.